# Geoestratégia na Ásia Central
A Ásia Central tem sido uma localização geoestratégica por causa da sua proximidade com os interesses de várias grandes potências.

## Geografia estratégica
A Ásia Central possui tanto uma vantagem quanto uma desvantagem de uma localização central, entre os quatro lugares históricos do poder. Da sua localização central, tem acesso a rotas de comércio, ou linhas de ataque para todos os poderes regionais. Por outro lado, tem sido constantemente vulnerável a ataques de todos os lugares em toda a sua história, resultando na fragmentação política ou no vácuo de poder puro e simples, acabando por serem dominados.
- A[norte, a estepe permite uma mobilidade rápida, primeiro para os guerreiros nômades a cavalo como os hunos e os mongóis, e mais tarde para os comerciantes russos, eventualmente apoiados pelas ferrovias. À medida que o Império Russo expandia-se para o leste, aconteceria o mesmo na Ásia Central chegando em direção ao mar, em busca de novos portos. A União Soviética reforçaria a posição dominante no norte, e tentaria um projeto energético no extremo sul do Afeganistão.

- A leste, o peso demográfico e cultural do Império Chinês continuou a se expandir pela Ásia Central. As Dinastias Han, Tang e Ming conquistariam partes de Xinjiang e Tibet, e mais tarde na Dinastia Qing, a China se consolidou como um poder dominante sobre todas estas áreas.

- A sudeste, a influência demográfica e cultural da Índia foi sentida em quase toda a Ásia Central, mais precisamente no Tibete, a partir das cordilheiras do Indocuche e um pouco mais além. Várias dinastias históricas indianas, especialmente aquelas que se situavam ao longo do Rio Indo, começaram a se expandir para a Ásia Central. A capacidade da Índia para lançar um projeto energético na Ásia Central tem sido limitada devido às cadeias de montanhas do Paquistão, e as diferenças culturais entre os hindus na Índia que confrontariam a maioria muçulmana da Ásia Central.

- A sudoeste, os poderes do Oriente Médio têm se expandido em áreas ao sul da Ásia Central (geralmente Uzbequistão, Afeganistão e Paquistão). Vários impérios como o persa e o império helênico de Alexandre, o Grande se estenderam até a Ásia Central, exercendo influência entre dois impérios árabes islâmicos que até a sua conquista possuíam muita influência em toda a região sul do Estado moderno do Irã, que atualmente também projeta sua influência externa.

### Localizações estratégicas
Em termos de geografia estratégica, a Ásia Central possui várias vias importantes, através da Eurásia, que muitos conquistadores tentariam dominar e utilizar.
"Pontes":
- Corredor de Wakhan: Situa-se entre o Tajiquistão ao norte, ao sul com o Paquistão e ao leste com a China.
- Passo Khyber: Entre o Afeganistão e o Paquistão.
- Passo Torugart: Entre o Quirguistão e a China.
- Nathu La, Passo Jelep La: Entre a Índia e a China.
- Passo Khunjerab: Entre o Paquistão e a China.

Áreas:
- Estepe Eurásiana
- Hindu Kush

## O Grande Jogo
De 1813 à 1907, a Grã-Bretanha e a Rússia czarista estavam engajadas em uma competição pelo domínio da Ásia Central, conhecida na Grã-Bretanha como "O Grande Jogo", e na Rússia como o "Torneio das Sombras". O poder naval da Grã-Bretanha possuía bases na costa indiana que serviram de plataforma para uma expansão mais ao norte do subcontinente, enquanto o Império Russo era empurrado mais ao norte. Os poderes eventualmente jogaram a competição fora, quando a Inglaterra limitou a sua influência usando o Afeganistão como uma "fronteira natural" dividindo a esfera de influência russa e britânica.
Os ingleses temiam que a influência russa na Ásia Central criaria um "trampolim" ideal para uma invasão dos territórios da Grã-Bretanha no subcontinente, e a possessão russa dos portos que cercavam o sul da região indiana. Haviam lutado na Primeira e Segunda Guerra Anglo-Afegã, na tentativa de estabelecer controle sobre a região, e para contrariar a expansão lenta e rasteira da Rússia. Após perder as duas guerras, os britânicos assinaram um acordo em 1907 na Convenção Anglo-Russa, que dividiu o Afeganistão entre os dois poderes e delineou a estrutura para todas as futuras relações diplomáticas.

## O colapso soviético
A dissolução da União Soviética em 1991 mais uma vez criou uma situação de vazio político na Ásia Central. O resultado deste processo foi a separação de suas ex-repúblicas satélites autoritárias, que ainda hoje fazem parte da esfera de influência da Rússia, mas agora a Rússia é apenas mais uma concorrente para estender sua influência sobre suas ex-repúblicas da Ásia Central. Em 1996, a Mongólia também afirma a sua independência da esfera de influência russa. Além disso, o Cáucaso do Norte russo e a república da Chechênia também declarariam sua independência, provocando assim, a Primeira e Segunda Guerras da Chechênia, com a Rússia ganhando a última.
O geoestratega e ex-assessor da Segurança Nacional dos Estados Unidos, Zbigniew Brzezinski analisou a Ásia Central em seu livro de 1997, O Grande Tabuleiro, denominando a região pós-soviética como um "Buraco Negro" (como o Cáucaso e o Afeganistão), e em particular os Bálcãs. A área é um caldeirão étnico, propensa a instabilidade e conflitos sem um sentido de identidade nacional, mas sim uma confusão de influências históricas, culturais, tribais e um forte fervor religioso. Projetando uma influência que não é mais só da Rússia, mas também da Turquia, Irã, China, Paquistão, Índia e Estados Unidos:
- A Rússia continua a dominar todas as decisões políticas em todo o Cáucaso, Ásia Central e ex-repúblicas em geral. Como alguns destes países extinguiram o sistema soviético, integraram-se com algumas organizações ocidentais como a União Europeia e OTAN, diminuindo a influência russa nesses países. No entanto, a Rússia continua a ser o poder principal, tanto no Cáucaso quanto na Ásia Central, especialmente após a vitória russa sobre a Geórgia negociada junto com as potências ocidentais em agosto de 2008, assinando um pacto econômico entre Moscou e os Estados da Ásia Central.[3]

- A Turquia também tem alguma influência devido aos laços étnicos e linguísticos com os povos turcos da Ásia Central,[4] bem como uma rota de oleoduto, o Oleoduto Baku-Tbilisi-Ceyhan, que abastece o Mediterrâneo que complementa-se com dutos de gás natural (Gasoduto Nabucco e o Gasoduto do Sul do Cáucaso).

- O Irã,[5] sede de impérios históricos que controlavam parte do subcontinente, possui laços históricos e culturais com a região, que atualmente competem para a construção de um oleoduto do Mar Cáspio ao Golfo Pérsico.

- A China, possui planos energéticos significativos na região, através da sua fronteira com a Ásia Central, em Xinjiang, elabora e desenvolve políticas do petróleo e energéticas.[6][7]

- O Paquistão armado com armas nucleares e empregando um esforço conjunto com as suas forças de segurança, uma das maiores do mundo, tem uma grande influência em torno da Caxemira e no Afeganistão. A Caxemira é disputada com a Índia, enquanto que o Afeganistão tem sido usado pelo exército paquistanês como parte de sua "profundidade estratégica", em caso de guerra ou uma "guerra provocativa" entre Índia e Paquistão.[8]

- A Índia, como uma potência nuclear e de forte elevação, exerce uma grande influência na região, especialmente no Tibete com os quais possui afinidades culturais. A Índia também é percebida como um contrapeso ao poder regional da China. A Base Aérea Farkhor no Tajiquistão dá as forças armadas indianas a necessária profundidade e alcance na busca de um papel maior no sul da Ásia e é uma manifestação tangível do movimento do país para projetar o seu poder na Ásia Central, um objetivo político formalmente enunciado em 2003-2004.[9]

- Os Estados Unidos com o seu envolvimento militar na região também é significativamente envolvido na política da região, mas em um nível inferior da China ou da Rússia, cujas relações com os Estados da Ásia Central são mais abrangentes, e onde falta a "democracia", fator que Washington defende.[10][11]